# Bangalore Challenger 1992
Il Bangalore Challenger 1992 è stato un torneo di tennis facente parte della categoria ATP Challenger Series nell'ambito dell'ATP Challenger Series 1992. Il torneo si è giocato a Bangalore in India dal 27 gennaio al 2 febbraio 1992 su campi in terra rossa.

## Vincitori

### Singolare
Mario Visconti ha battuto in finale  Ettore Rossetti con il punteggio di 6–4, 6–3

### Doppio
Nick Brown /  Andrew Foster hanno battuto in finale  Xavier Daufresne /  César Kist con il punteggio di 7–6, 3–6, 7–5